# نير الفكة
نير الفكة (بالإنجليزية: Alphecca)‏، يسمى كذلك ألفا الإكليل الشمالي  وفق تسمية باير (α CrB, α Coronae Borealis)، نجم ثنائي في كوكبة الإكليل الشمالي. يبعد حوالي 75 سنة ضوئية من نظامنا الشمسي. حركته الخاصة تشير إلى أنه ينتمي إلى مجموعة الدب الأكبر المتحركة وهي مجموعة من النجوم الرئيسية في الدب الأكبر. نير الفكة نجم ثنائي مشابه لرأس الغول (β). لدى نظامه فترة مدارية تستغرق 17.36 يوما، قدره المرئي يتراوح بين +2,21 +2,32، ما يجعله ملحوظ للعين المجردة.
أثبتت معاينة وجود قرص كبير من المواد والغبار حول نجم نير الفكة، مما يشير إلى وجود نظام كواكبي قد يكون أولي التشكيل، النظام مزدوج وديناميكي ما يجعله موضوع نقاش في الأوساط العلمية.

## خصائص
النجم الأصلي بتسمية (α CrB A) هو أبيض من النسق الأساسي تصنيفه A0V و له كتلة 2.6 مرة و 2,89-3,04 ضعف نصف قطر الشمس. و فائض من الأشعة تحت الحمراء في مجال 24 ميكرون و 70 ميكرون .
النجم الرفيق بتسمية (α CrB B) أصفر من تسلسل النسق الأساسي فئة G5، له كتلة 0.92 شمسية و 0.90 مرة نصف قطرها. لمعان الأشعة السينية للنجم 6 × 1028 إرج−1 30 مرة أكبر من مستوى الذروة للنشاط الشمسي . ويعتبر هذا المستوى أعلى نشاط لنجم شاب من هذه الفئة. لديه إكليل درجة حرارته قرابة 5 مليون كلفن وهو أقوى من إكليل الشمس. و 14 كم / ثانية لسرعة دورانه الاستوائية بفترة دوران 3 أيام. فترة التناوب 7 إلى 9 أيام.
النجمان يدوران حول بعضهما كل 17.36 يوما.في مدار غريب لأنه يميل على زاوية 88.2 درجة إلى خط البصر من الأرض،. يؤدي الكسوف الدوري إلى تباين في القدر من 2,21 إلى 2,32، وهو بالكاد ملحوظًا للعين المجردة.